# Monochaetinula ceratoniae
Monochaetinula ceratoniae är en svampart som först beskrevs av Sousa da Câmara, och fick sitt nu gällande namn av Nag Raj 1993. Monochaetinula ceratoniae ingår i släktet Monochaetinula och familjen Amphisphaeriaceae.   Inga underarter finns listade i Catalogue of Life.